# Xibei He
Xibei He (kinesiska: 西北河) är ett vattendrag i Kina. Det ligger i provinsen Heilongjiang, i den nordöstra delen av landet, omkring 210 kilometer öster om provinshuvudstaden Harbin.
Genomsnittlig årsnederbörd är 836 millimeter. Den regnigaste månaden är juli, med i genomsnitt 187 mm nederbörd, och den torraste är januari, med 7 mm nederbörd.